# Francis Hughes
Francis Hughes, né le 28 février 1956 et mort le 12 mai 1981, est un membre de l’Armée républicaine irlandaise provisoire. Considéré comme l’ennemi public no 1 en Irlande du Nord du 18 avril 1977, jusqu’à son arrestation le 17 mars 1978, après une fusillade où il abattit un soldat britannique. Il fut condamné à un total de 83 années d’emprisonnement et mourut lors de la grève de la faim irlandaise de 1981.

## Jeunesse
Francis Hughes est né à Bellaghy, dans le comté de Londonderry, dans une famille républicaine catholique, parmi neuf frères et sœurs. Son père, Joseph, avait été membre de l’Armée républicaine irlandaise dans les années 1920 et l’un de ses oncles avait transporté des armes en contrebande pour le mouvement républicain. En raison de quoi, la famille fut prise pour cible lorsque le gouvernement britannique eut recours à l’internement à partir de 1971, et le frère de Francis, Oliver, fut détenu durant huit mois sans procès.
À l’âge de seize ans, Francis Hughes commença un apprentissage de peintre et décorateur. Revenant d’une soirée à Ardboe, dans le comté de Tyrone, il fut arrêté à un checkpoint de l’Ulster Defence Regiment et sévèrement battu par les soldats. Encouragé par son père à porter plainte, il refusa et déclara qu’il comptait se venger lui-même.

## Activités paramilitaires
Hughes rejoint tout d’abord l’Armée républicaine irlandaise officielle mais la quitta lors du cessez-le-feu déclaré en mai 1972. Il fut brièvement actif au sein d’une unité républicaine indépendante avant d’intégrer l’IRA provisoire en 1973. Il prit part à plusieurs opérations armées, dont des attaques contre des bâtiments de la police royale de l'Ulster (Royal Ulster Constabulary, RUC), des attentats à la bombe ainsi que des attaques ciblées contre des membres de la RUC ou de l’UDR.
Le 18 avril 1977, Hughes roulait en voiture près de la ville de Moneymore, accompagné de Dominic McGlinchey et de Ian Milne lorsqu’une patrouille de la RUC leur intima l’ordre de s’arrêter. Les trois hommes tentèrent de faire demi-tour mais le conducteur perdit la maîtrise du véhicule, qui termina sa route dans un fossé. Ils abandonnèrent la voiture et ouvrirent le feu, tuant deux policiers et en blessant un troisième, avant de s’enfuir à travers champs. Une deuxième patrouille de police vint au secours de la première mais les opérations de recherche menées conjointement par la RUC et l’armée britannique échouèrent.
La police royale lança une vaste chasse à l’homme et Milne fut arrêté à Lurgan en août 1977, suivi de McGlinchey, qui s’était réfugié en république d’Irlande.

## Arrestation et emprisonnement
Francis Hughes fut capturé le 17 mars 1978 près de Maghera, dans le comté de Londonderry, après un échange de tirs avec l’armée britannique au cours duquel un soldat du régiment parachutiste fut tué et un autre grièvement blessé. Hughes, lui-même blessé à une jambe, parvint à s’échapper mais fut retrouvé le lendemain et se rendit aux troupes britanniques.
En février 1980, il fut condamné à un total de 83 années d’emprisonnement pour le meurtre d’un soldat de l’armée britannique et les blessures infligées à un autre lors de son arrestation, ainsi que pour une série d’attaques à main armée et à la bombe sur une période de six ans. Il fut incarcéré à la prison du Maze.

## Grève de la faim de 1981
Hughes participa à la grève de la faim de 1980 et fut le deuxième prisonnier à rejoindre celle de 1981, le 15 mars, deux semaines après Bobby Sands. Il mourut le 12 mai, après 59 jours sans manger. Sa mort fut suivie d’émeutes dans les quartiers nationalistes d’Irlande du Nord.
Son cousin, Thomas McElwee, fut le neuvième gréviste à mourir. Un de ses frères, Oliver Hughes, siège au conseil du district de Magherafelt.